# Тамбовский (Пугачёвский район)
Тамбовский — поселок в Давыдовском муниципальном образовании Пугачёвского района Саратовской области.

## География
Находится на расстоянии примерно 20 километров по прямой на восток-юго-восток от районного центра города Пугачёв. 

## История
Поселок основан в 1930 году.

## Население
Население составляло 93 человека по переписи 2002 года (русские 53%, казахи 28%) ,  64 по переписи 2010 года.